# Les Coteaux Périgourdins
Les Coteaux Périgourdins ist eine französische Gemeinde mit 551 Einwohnern (Stand 1. Januar 2022) im Norden des Départements Dordogne in der Region Nouvelle-Aquitaine (vor 2016 Aquitanien). Die Gemeinde gehört zum Arrondissement Sarlat-la-Canéda und zum Kanton Terrasson-Lavilledieu. Die Einwohner werden Costellois périgourdins und Costelloises périgourdines genannt.
Les Coteaux Périgourdins wurde als Commune nouvelle zum 1. Januar 2017 aus den bisher eigenständigen Kommunen Chavagnac und Grèzes gebildet.

## Geographie
Les Coteaux Périgourdins liegt etwa 65 Kilometer ostsüdöstlich von Périgueux. Umgeben wird Les Coteaux Périgourdins von den Nachbargemeinden Pazayac im Norden, La Feuillade und Larche im Norden und Nordosten, Saint-Cernin-de-Larche im Osten, Chartrier-Ferrière im Südosten, Nadaillac im Süden, La Dornac im Süden und Südwesten sowie Terrasson-Lavilledieu im Westen und Nordwesten.

## Gliederung
| Ortsteil                    | ehemaliger INSEE-Code | Fläche (km²) | Einwohnerzahl (2022) |
| --------------------------- | --------------------- | ------------ | -------------------- |
| Chavagnac (Verwaltungssitz) | 24117                 | 13,59        | 360                  |
| Grèzes                      | 24204                 | 05,88        | 191                  |

## Sehenswürdigkeiten

### Chavagnac
- Die Kirche Saint-Pantaléon ist ein einschiffiger mittelalterlicher Bau, der bei einem Brand im 18. Jahrhundert in Teilen zerstört wurde. Sein heutiges Aussehen mit einem halbrunden Glockengiebel und Giebeln über den Seitenkapellen verdankt die Kirche einer Restaurierung des 19. Jahrhunderts. Der Bau birgt ein unter Denkmalschutz stehendes[2] Altarretabel aus der Zeit der Renaissance (16. Jahrhundert) sowie eine Kreuzigungsgruppe (calvaire) und mehrere geschnitzte Heiligenfiguren aus späterer Zeit.
- Der Tour de Chavagnac ist der Überrest eines Schlossbaus aus dem 15. Jahrhundert, der bereits im Jahr 1569 teilweise zerstört wurde und kurz vor Ausbruch der Französischen Revolution nahezu vollständig abbrannte. Das 25 m hohe mehrgeschossige Bauwerk mit seinen steinernen Kreuzstockfenstern und Aborterkern ist ein später Vertreter der mittelalterlichen Bergfriede (donjons) und wurde auch in der Folgezeit noch als Wachturm (tour de guet) genutzt. Der imposante Turm wurde im Jahr 1947 als Monument historique[3] eingeschrieben.
- Das örtliche Monument für die Gefallenen des Ersten Weltkriegs entstand im Jahr 1923.

### Grèzes
- Kirche Saint-Pierre-ès-Liens

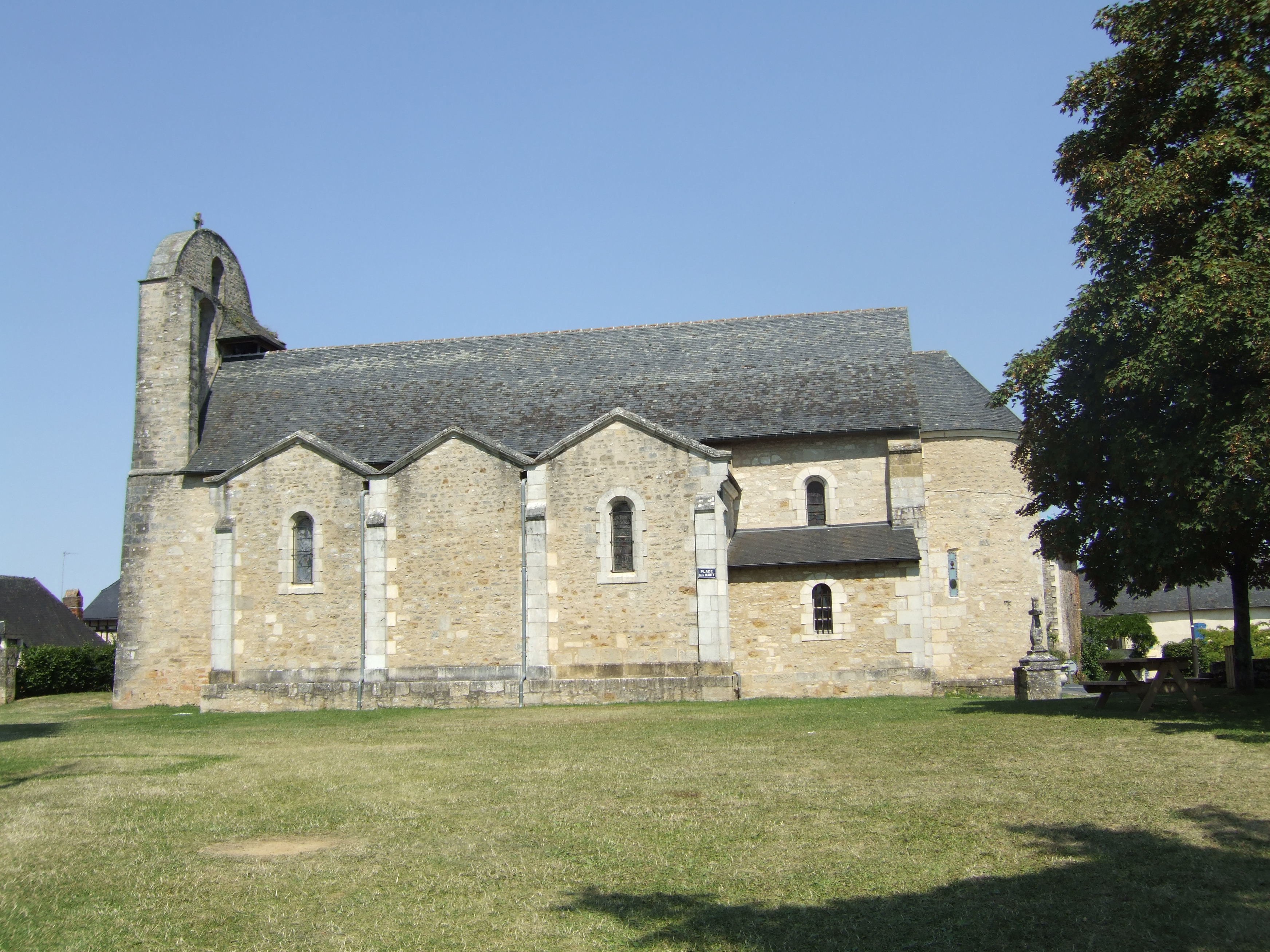
Kirche Saint-Pantaléon
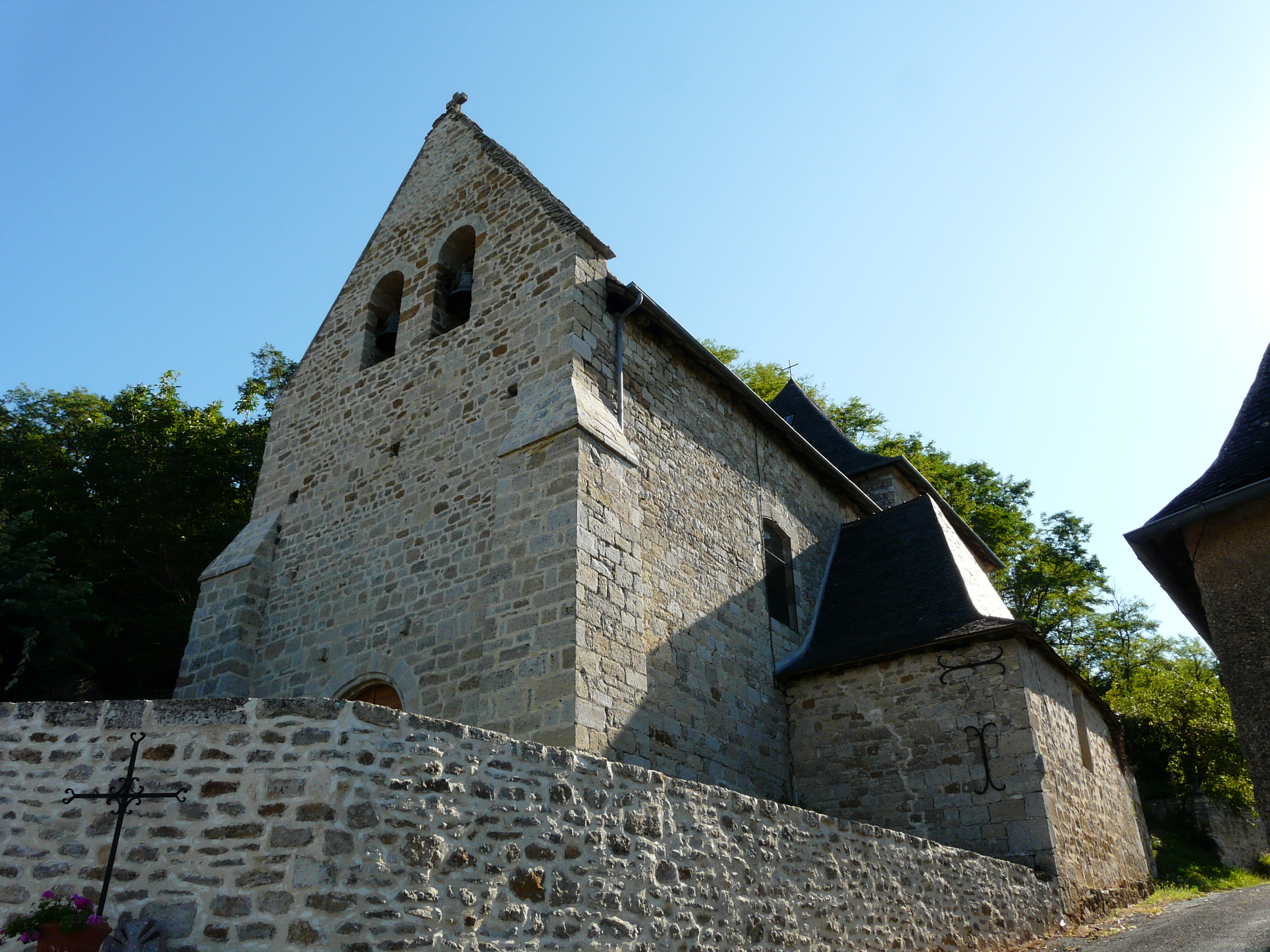
Kirche Saint-Pierre-ès-Liens
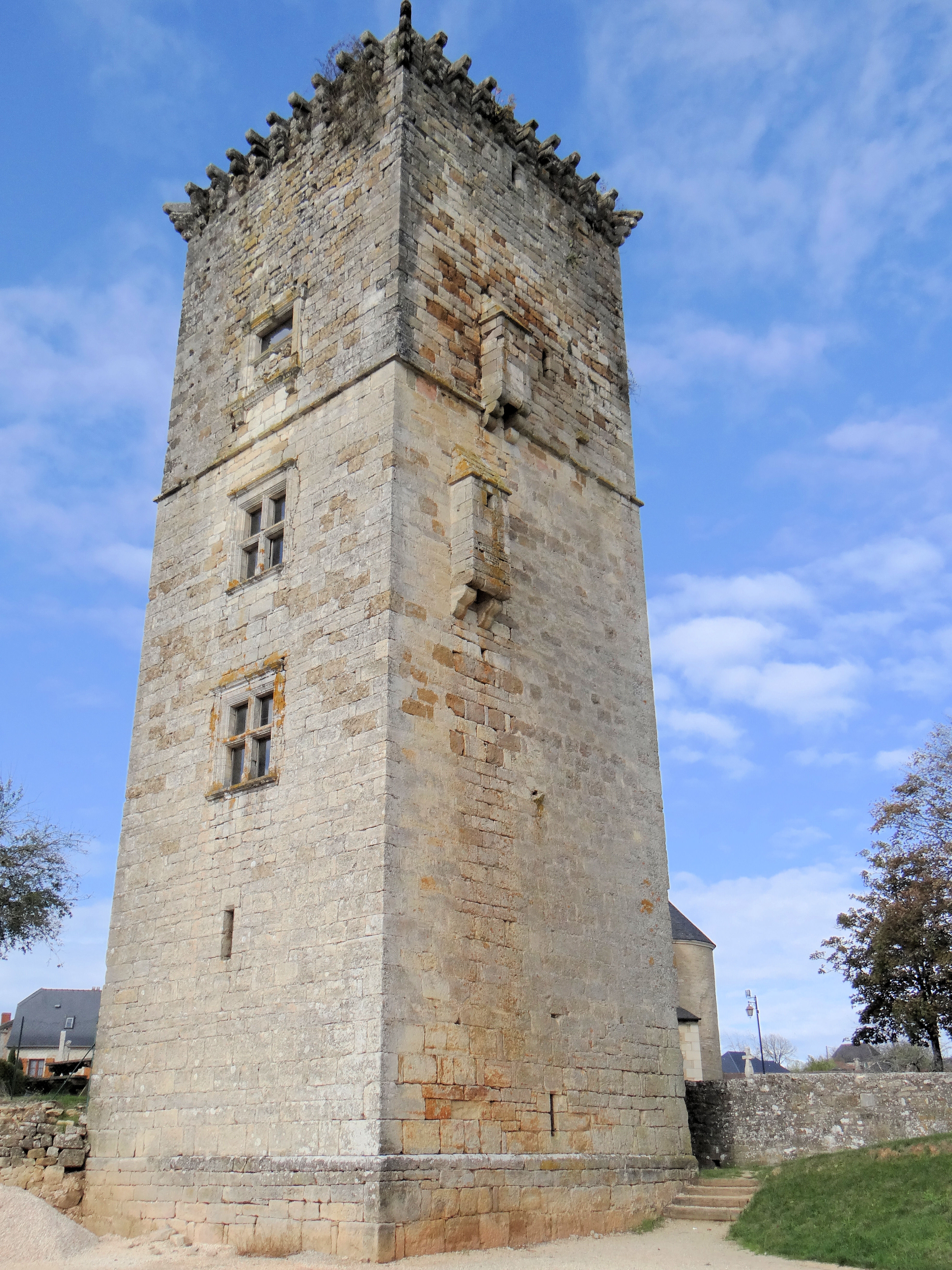
Tour de Chavagnac